# Aleksander Szymkiewicz
Aleksander Szymkiewicz (San Pietroburgo, 12 novembre 1858 – Tbilisi, 1907 circa) è stato un architetto e politico polacco che visse e operò nell'Impero russo, principalmente a Tbilisi, tra il 1880 e il 1900. È stato membro del Consiglio Comunale e architetto municipale di Tbilisi dal 1885 al 1891.

## Biografia
Nacque nel 1858 (secondo altre fonti nel 1860) da una famiglia nobile. Il padre, un avvocato civilista, proveniva dal Governatorato di Kovno. La madre, Emilia-Anna Maria Petrovna, nome da nubile Gurskalin, di origine svedese-tedesca, discendeva da una famiglia che viveva a San Pietroburgo dal XVIII secolo. Il nonno materno era proprietario della famosa casa editrice Odeon. All'epoca la famiglia viveva nell'undicesima serie di case dell'isola Vasil'evskij, nel quartiere di Aue. Tutti e tre i figli, Pavel (1856-1900), Alexander (1858-1907) e Peter (1862-1920), studiarono alla Scuola Karl May, dove l'insegnamento era impartito in tedesco.
Si laureò all'Accademia delle Arti di San Pietroburgo. Durante gli studi, si aggiudicò due medaglie: nel 1880 la seconda medaglia d'argento e nel 1882 la prima medaglia d'argento.
All'età di 25 anni si trasferì a Tbilisi, dove assunse la carica di architetto della città. Aveva il grado di consigliere di corte. Fu eletto deputato (parlamentare) alla Camera dei deputati della città di Tbilisi (1897-1901). Era docente presso la Scuola d'arte di Tbilisi.

## Lavori
A Tbilisi progettò, tra gli altri, l'edificio della Corte Suprema della Georgia, il Conservatorio di Stato di Tbilisi, l'edificio della Stazione della Seta del Caucaso, ora Museo Statale della Seta, l'edificio del Teatro nazionale Rustaveli (con Cornell K. Tatishchev) e varie case a schiera, tra cui la casa degli Andreoletti. Ha inoltre progettato l'edificio dell'Università Statale Shota Rustaveli a Batumi e la Corte d'Appello a Kutaisi. I suoi progetti combinavano elementi barocchi e classici.

## Vita privata
Viveva al numero 7 di via Chonkadze (casa propria).

## Omaggi
- Nel 1910 fu creata una borsa di studio Alexander Shimkevich per gli studenti della Scuola d'Arte di Tbilisi.

## Galleria d'immagini

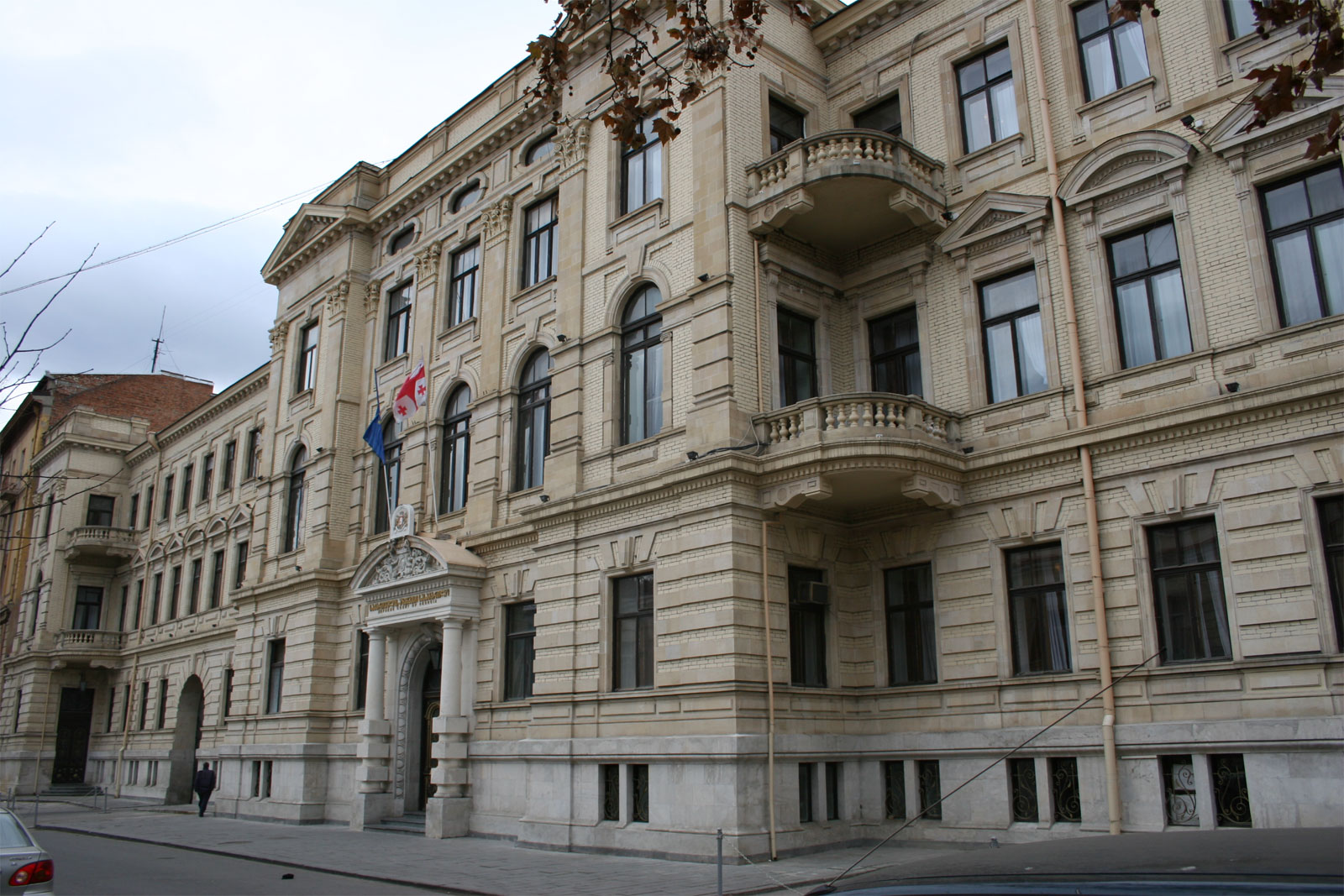
Corte Suprema della Georgia a Tbilisi
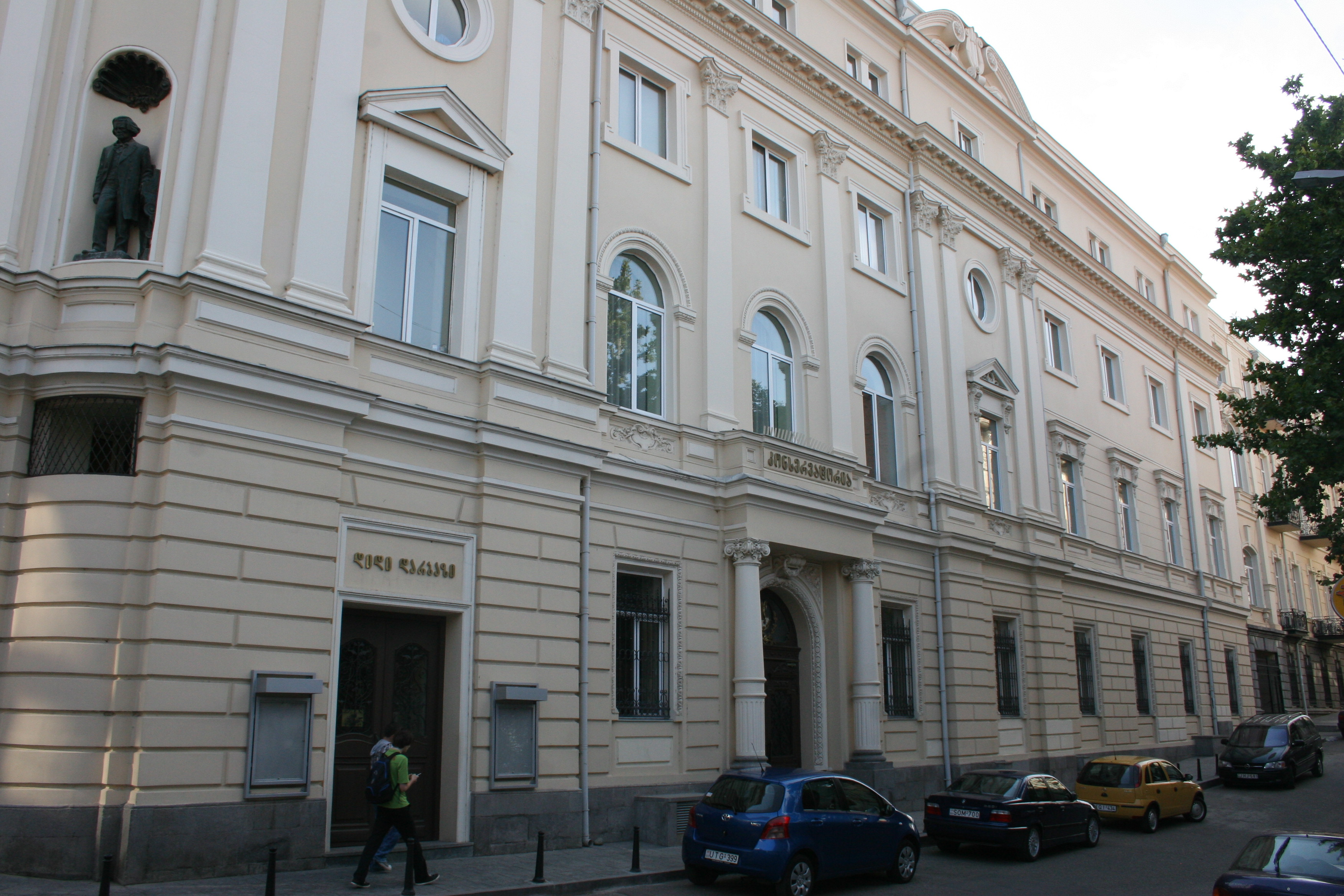
Conservatorio di Stato di Tbilisi
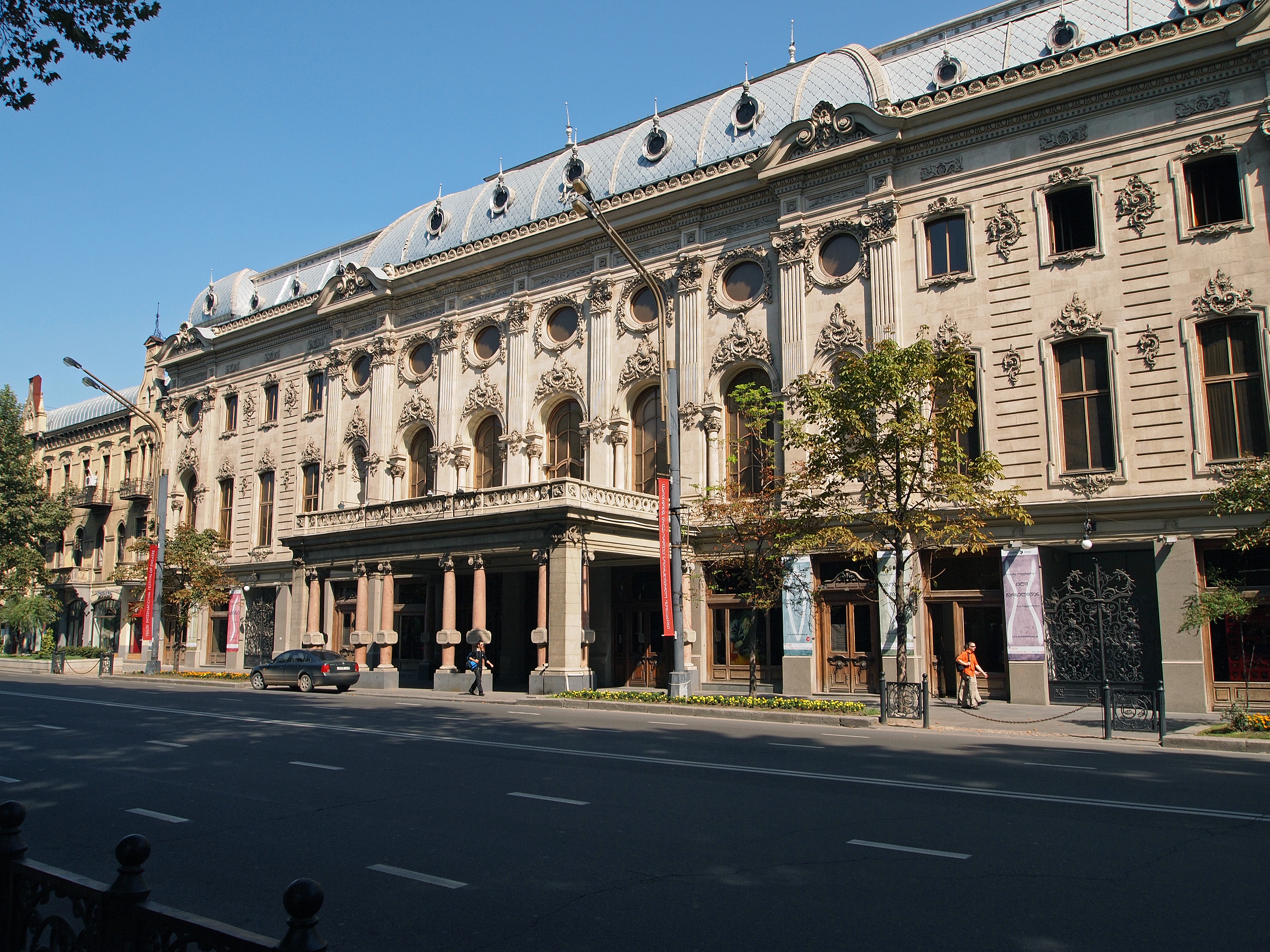
Teatro nazionale Rustaveli
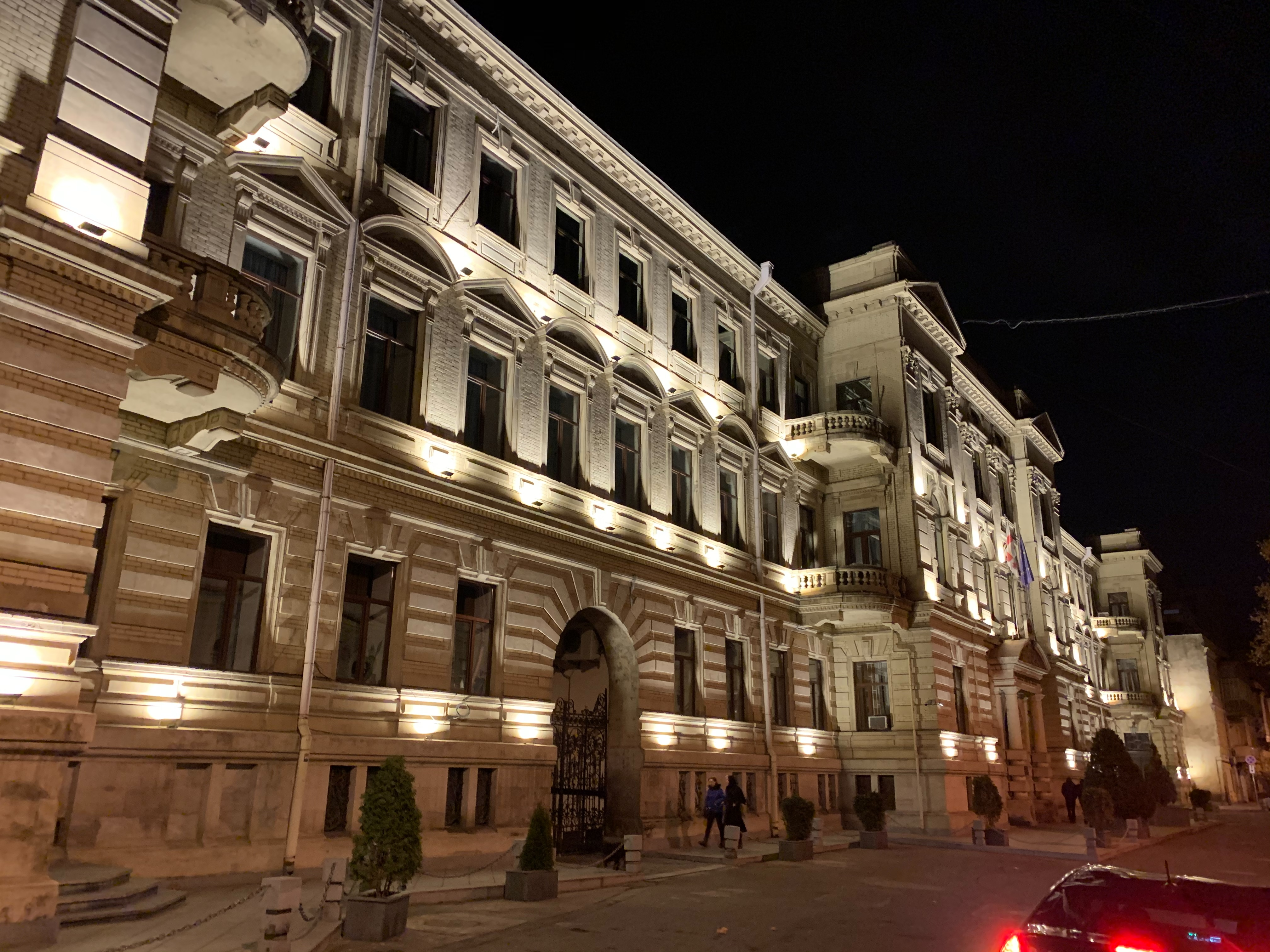
Tbilisi, Georgia. Gennaio 2020
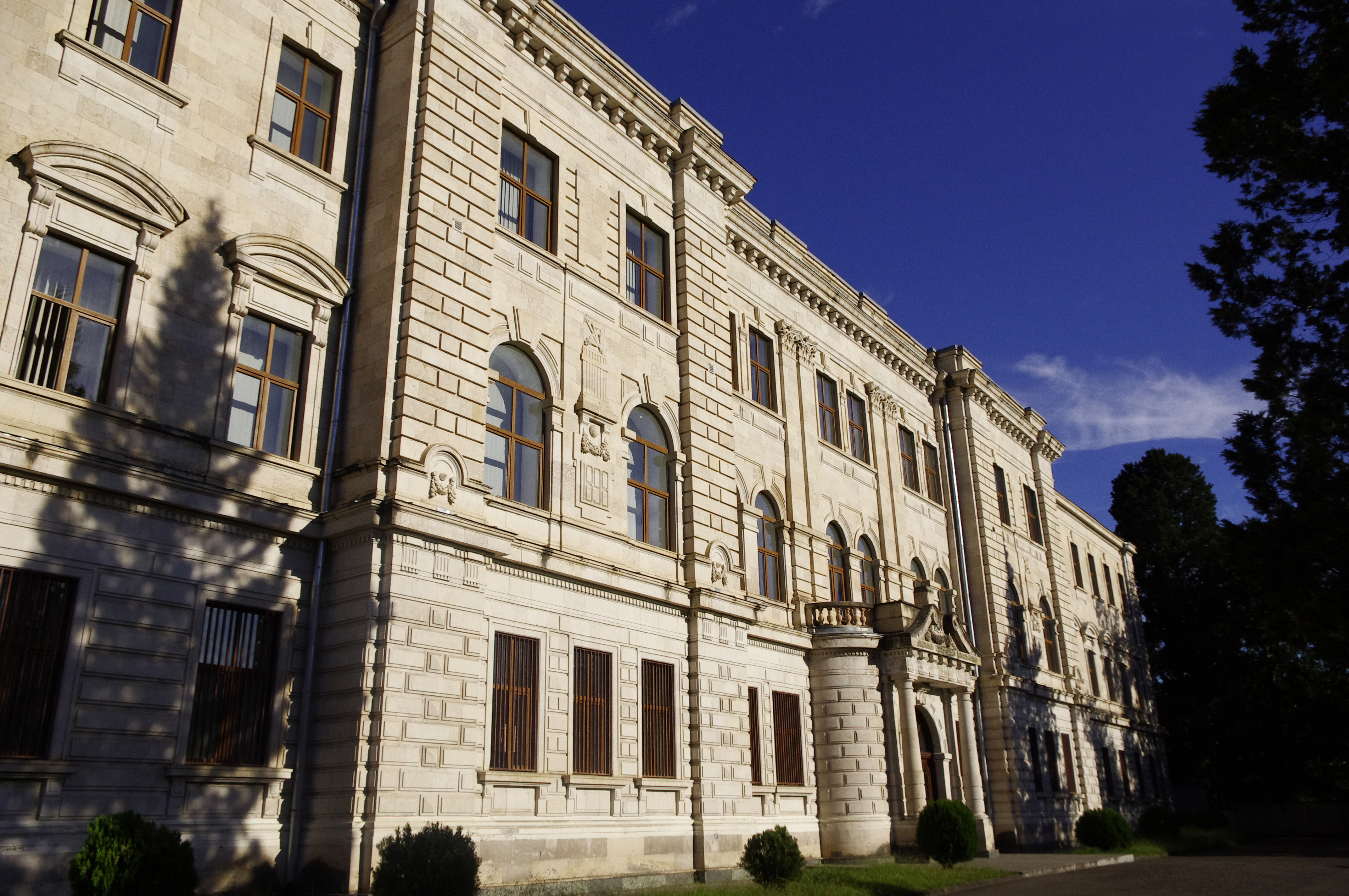
Corte d'appello di Kutaisi
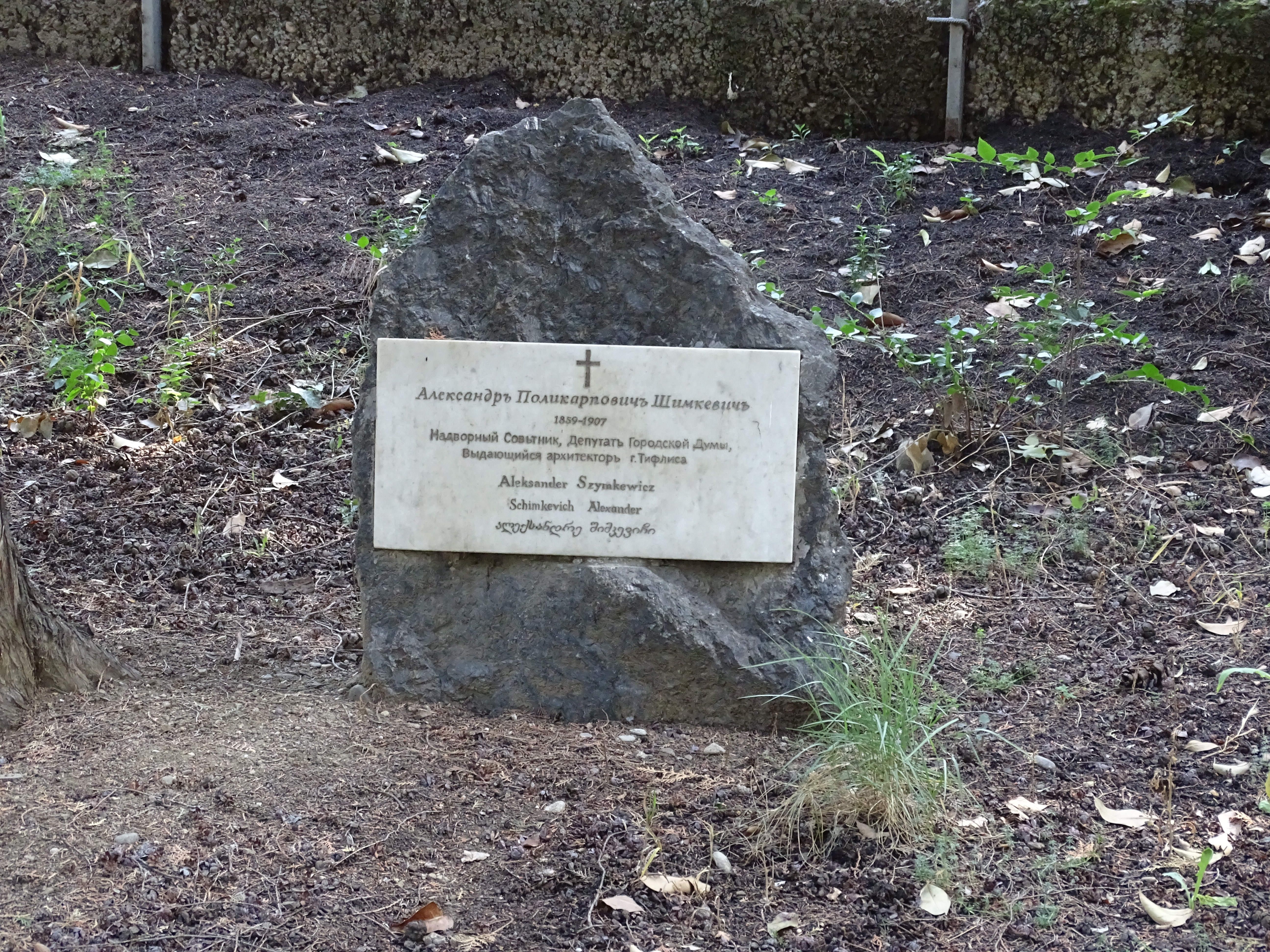
La tomba di Szymkiewicz (la lapide è rimasta) nella nuova chiesa luterana di Tbilisi